# Cúp Algarve 1995
Cúp Algarve 1995 (tiếng Anh: Algarve Cup 1995), giải bóng đá giao hữu thường niên diễn ra tại Algarve, Bồ Đào Nha từ 14 đến 19 tháng 3 năm 1995. Thụy Điển là đội tuyển vô địch của giải.

## Thể thức
Tại vòng bảng, tám đội được chia làm hai bảng. Các đội trong bảng thi đấu vòng tròn một lượt. Vòng phân hạng gồm bốn trận đấu: trận tranh hạng nhất giữa các đội đầu bảng, tranh hạng ba giữa các đội nhì bảng, tranh hạng năm giữa các đội thứ ba, và trận tranh hạng bảy giữa các đội cuối bảng.
- Giờ thi đấu là WET (UTC±0).

## Vòng bảng

### Bảng A
| Đội       | Đ | Tr | T | H | B | BT | BB | HS |
| --------- | - | -- | - | - | - | -- | -- | -- |
| Thụy Điển | 6 | 3  | 2 | 0 | 1 | 6  | 3  | +3 |
| Na Uy     | 6 | 3  | 2 | 0 | 1 | 5  | 2  | +3 |
| Hà Lan    | 3 | 3  | 1 | 0 | 2 | 2  | 4  | −2 |
| Ý         | 3 | 3  | 1 | 0 | 2 | 3  | 7  | −4 |

| Thụy Điển                        | 4–0 | Ý |
| -------------------------------- | --- | - |
| Videkull · Zeikfalvy · Andersson |     |   |

| Na Uy | 0–1 | Hà Lan    |
| ----- | --- | --------- |
|       |     | Keereweer |

| Na Uy                     | 3–1 | Ý       |
| ------------------------- | --- | ------- |
| Waage · Medalen · Aarønes |     | Fiorini |

| Thụy Điển           | 2–1 | Hà Lan |
| ------------------- | --- | ------ |
| Andersson · Andelen |     | Pauw   |

| Hà Lan | 0–2 | Ý                  |
| ------ | --- | ------------------ |
|        |     | Baldelli · Guarino |

| Thụy Điển | 0–2 | Na Uy           |
| --------- | --- | --------------- |
|           |     | Medalen · Riise |

### Bảng B
| Đội        | Đ | Tr | T | H | B | BT | BB | HS  |
| ---------- | - | -- | - | - | - | -- | -- | --- |
| Đan Mạch   | 9 | 3  | 3 | 0 | 0 | 10 | 0  | +10 |
| Hoa Kỳ     | 6 | 3  | 2 | 0 | 1 | 5  | 2  | +3  |
| Phần Lan   | 3 | 3  | 1 | 0 | 2 | 2  | 5  | −3  |
| Bồ Đào Nha | 0 | 3  | 0 | 0 | 3 | 0  | 10 | −10 |

| Đan Mạch                           | 5–0 | Bồ Đào Nha |
| ---------------------------------- | --- | ---------- |
| Krogh · Jensen · Madsen · Pedersen |     |            |

| Hoa Kỳ       | 2–0 | Phần Lan |
| ------------ | --- | -------- |
| Lilly · Hamm |     |          |

| Hoa Kỳ             | 3–0 | Bồ Đào Nha |
| ------------------ | --- | ---------- |
| Milbrett · Gabarra |     |            |

| Đan Mạch                       | 3–0 | Phần Lan |
| ------------------------------ | --- | -------- |
| Christensen · Kolding · Jensen |     |          |

| Đan Mạch         | 2–0 | Hoa Kỳ |
| ---------------- | --- | ------ |
| Jensen · Nielsen |     |        |

| Phần Lan          | 2–0 | Bồ Đào Nha |
| ----------------- | --- | ---------- |
| Mäkinen · Heikari |     |            |

## Vòng phân hạng

### Tranh hạng bảy
| Ý                                                   | 4–1 | Bồ Đào Nha |
| --------------------------------------------------- | --- | ---------- |
| Carta 26' · Baldelli 34' · Guarino 89' · Morace 90' |     | Sequeira   |

### Tranh hạng năm
| Phần Lan          | 1–1 (s.h.p.) | Hà Lan    |
| ----------------- | ------------ | --------- |
| Mäkinen (7)       |              | Kormacher |
| Loạt sút luân lưu |              |           |
|                   | 3–4          |           |

### Tranh hạng ba
| Na Uy                                                                 | 3–3 (s.h.p.) | Hoa Kỳ                              |
| --------------------------------------------------------------------- | ------------ | ----------------------------------- |
| Sandberg 26' · A. Nymark Andersen 51' (ph.đ.) · Myklebust 87' (ph.đ.) |              | Akers 21' · Gabarra 28' · Foudy 55' |
| Loạt sút luân lưu                                                     |              |                                     |
|                                                                       | 4–2          |                                     |

### Chung kết
| Thụy Điển                   | 3–2 (s.h.p.) | Đan Mạch |
| --------------------------- | ------------ | -------- |
| Olsson · Andelen · Nessvold |              | Jensen   |